# 4-하이드록시페닐피루브산
4-하이드록시페닐피루브산(영어: 4-hydroxyphenylpyruvic acid, 4-HPPA)은 아미노산인 페닐알라닌의 대사 과정에서의 대사 중간생성물이다. 페닐알라닌의 방향족 곁사슬은 페닐알라닌 하이드록시화효소에 의해 하이드록실화되어 티로신을 형성하게 된다. 티로신으로부터 4-하이드록시페닐피루브산으로의 전환은 티로신 아미노기전이효소에 의해 촉매된다. 또한, 4-하이드록시페닐피루브산은 조직흑갈병의 색소의 전구물질들 중 하나인 호모젠티스산으로 전환될 수 있다.
또한 4-하이드록시페닐피루브산은 스시토네민의 생합성에서 대사 중간생성물이다.

## 같이 보기
- 페닐알라닌
- 티로신
- 호모젠티스산
- 4-하이드록시페닐피루브산 이산소화효소